# 15e corps d'armée (France)
Pour les articles homonymes, voir 15e corps d'armée.
Pour le corps de la guerre de 1870, voir 15e corps d'armée (1870-1871).
Le 15e corps d'armée est une unité de l'armée de terre de l'armée française. De 1873 à 1940, il regroupe les unités de la 15e région militaire (Marseille).
Il est mobilisé en 1914, son personnel venant de Marseille, de Corse et des Alpes. Dénigré par la hiérarchie militaire et victime d'une violente campagne de presse visant à imputer ses lourdes pertes à l'origine méridionale de ses hommes afin de celer les erreurs imputables au commandement, son nom fut donné à de nombreuses voies en Provence afin de rétablir son honneur mis en cause. Il combat à nouveau lors de la Seconde Guerre mondiale.

## Création et différentes dénominations
- 28 septembre 1873 : création du 15e corps d'armée
- 19 mai 1916 : Groupement de Maud'huy
- 20 juin 1916 : Groupement B
- 5 juillet 1916 : Groupement AB
- 2 novembre 1916 : 15e corps d'armée
- 25 décembre 1916 : Groupement F
- 24 janvier 1917 : 15e corps d'armée
- 27 janvier 1917 : Groupement DE
- 27 mars 1917 : 15e corps d'armée
- juin 1940 : dissous

## Les chefs du15ecorpsd'armée
- 28 septembre 1873 : Général Espivent de La Villesboisnet
- 28 septembre 1876 : Général Lallemand
- 18 octobre 1879 - 30 janvier 1882 : Général Billot
- 18 février 1882 : Général Février
- 27 février 1883 - 6 janvier 1888 : Général de Colomb
- 7 mars 1888 : Général Japy
- 24 février 1891 : Général Mathelin
- 3 octobre 1893 - 28 janvier 1896 : Général Peting de Vaulgrenant
- 22 janvier 1898 : Général Metzinger
- 1er octobre 1902 : Général Mathis
- 15 novembre 1907 - 18 juin 1908 : Général Amourel
- 11 juillet 1908 : Général Maunoury
- 30 octobre 1909 - 3 juin 1911 : Général Andry
- 8 juin 1911 - 8 juin 1914 : Général Mercier-Milon
- 20 juin 1914 : Général Espinasse
- 31 octobre 1914 : Général Heymann
- 2 avril 1916 : Général de Maud'Huy
- 25 janvier 1917 : Général de Riols de Fonclare
- 25 décembre 1918 - 2 octobre 1924 : Général Monroë dit Roë
- 17 octobre 1924 - 19 mars 1929 : Général Mangin
- 2 septembre 1939 : Général Olry
- 16 octobre 1939 : Général Dentz
- 20 novembre 1939 - 4 juillet 1940 : Général Montagne

## Première Guerre mondiale

### Composition à la mobilisation de 1914
29e division d'infanterie (jusqu'en août 1915)
- 57e Brigade :

111e régiment d'infanterie
112e régiment d'infanterie
- 58e Brigade :

3e régiment d'infanterie
141e régiment d'infanterie
6e bataillon de chasseurs alpins
24e bataillon de chasseurs alpins
- Cavalerie :

6e régiment de hussards (1 escadron)
- Artillerie :

55e régiment d'artillerie de campagne (3 groupes 75)
- Génie :

7e régiment du génie (compagnie 15/4)
30e division d'infanterie (jusqu'en août 1915)
- 59e Brigade :

40e régiment d'infanterie
261e régiment d'infanterie (réserve)
58e régiment d'infanterie
- 60e Brigade :

55e régiment d'infanterie
255e régiment d'infanterie (réserve)
61e régiment d'infanterie
261e régiment d'infanterie (réserve)
173e régiment d'infanterie
- Cavalerie :

6e régiment de hussards (1 escadron)
- Artillerie :

19e régiment d'artillerie de campagne (3 groupes 75)
- Génie :

7e régiment du génie (compagnie 15/2)
EOCA
- Régiments d'infanterie (rattachés au 15e CA) :

322e régiment d'infanterie
342e régiment d'infanterie
23e bataillon de chasseurs alpins
27e bataillon de chasseurs alpins
- Cavalerie (rattachée au 15e CA) :

6e régiment de hussards (4 escadrons)
- Artillerie (rattachée au 15e CA) :

38e régiment d'artillerie de campagne (4 groupes 75)
- Génie (rattaché au 15e CA) :
  - 7e régiment du génie (compagnies 15/3, 15/4, 15/16, 15/21)
- Autres (rattaché au 15e CA) :

15e escadron du train des équipages militaires
15e section de secrétaires d'état-major et du recrutement
15e section d'infirmiers militaires
15e section de commis et ouvriers militaires d'administration
126e division d'infanterie, à compter de juin 1915
123e division d'infanterie, à compter d'août 1915

### Historique

#### 1914
- 5 - 14 août : transport par V.F. dans la région de Vézelise, puis concentration dans la région de Saint-Nicolas-de-Port, Rosières-aux-Salines. À partir du 8 août, couverture entre la Pissote et le Sânon.

10 août : combat à Lagarde. Relève du  général Lescot commandant la 2°DC
- 14 - 20 août : offensive vers l'est ; puis à partir du 18 août, redressement vers le nord, en direction de Morhange.

14 août : combat vers Moncourt et vers Coincourt.
19 août : combat de Vergaville et de Bidestroff.
- 20 - 25 août : engagé dans la bataille de Morhange, combat dans la région de Dieuze. Puis repli, par la région Dombasle, Blainville-sur-l'Eau, vers les hauteurs de Saffais ; travaux d'organisation défensive. Désignés à tort comme les responsables de la déroute française lors de cette bataille, les soldats de ce corps n'ont jamais été réhabilités même si plusieurs villes méridionales ont donné le nom de ce corps à une avenue, une place[1].
- 25 août - 3 septembre : reprise de l'offensive et progression jusqu'à la Mortagne. À partir du 26 août, engagé dans la bataille du Grand-Couronné. Combat dans la région Xermaménil, Hériménil et progression jusqu'à la Meurthe.
- 3 - 7 septembre : retrait du front et mouvement vers Vézelise et Colombey-les-Belles, vers Gondrecourt. À partir du 6 septembre, transport par V.F. dans la région sud-est de Bar-le-Duc.
- 7 - 16 septembre : engagé dans la bataille de la Marne. Du 7 au 11 septembre combat à la bataille de Revigny. Combat dans la région de Vassincourt. À partir du 11 septembre, poursuite des troupes allemandes vers Vavincourt et Beauzée-sur-Aire, jusque dans la région Malancourt, bois de Cumières.
- 16 septembre 1914 - 25 mai 1915 : combats vers le bois de Forges et vers Malancourt. Puis stabilisation et occupation d'un secteur entre la Meuse et la région sud-est de Vauquois.

27 octobre : réduction du front à gauche jusqu'au pont des Quatre Enfants.
20 - 22 décembre : attaques françaises sur Malancourt et le bois de Forges.
15 janvier 1915 : front étendu à gauche vers Vauquois.
17 février : attaques françaises ; le 26 février attaque allemande sur la tranchée de Malancourt.
8 mai : front réduit à droite jusqu'à Béthincourt.

#### 1915
- 25 mai - 14 août : retrait du front et mouvement vers Dommartin-la-Planchette. À partir du 31 mai, occupation d'un secteur dans la région Aisne, Massiges.

19 juin : extension du front à droite jusqu'à la route de Vienne-le-Château, Binarville.
6 - 16 juillet : réduction à droite jusqu'au nord de Saint-Thomas.
6 août : réduction à droite jusqu'à l'Aisne.
- 14 - 31 août : retrait du front ; puis à partir du 20 août, transport par V.F. de la région de Sainte-Menehould dans celle de Villers-Cotterêts ; repos.
- 31 août - 12 novembre : mouvement vers le front et à partir du 2 septembre, occupation d'un secteur entre le bois de Beau Marais (inclus) et la Miette.

du 14 septembre au 11 octobre, réduction du front à gauche jusqu'à la ferme du Temple.
- 12 novembre - 12 décembre : retrait du front et mouvement vers Damery ; repos et instruction. À partir du 9 décembre, transport par V.F. d'Épernay dans la région de Valmy.
- 12 décembre 1915 - 5 mai 1916 : occupation d'un secteur vers les Mamelles et la cote 196.

26 décembre : front étendu à droite vers Maisons de Champagne.
3 janvier 1916 : légère réduction à gauche jusque vers la Courtine.
9 janvier : attaque allemande.
27 février : légère extension du front à gauche jusqu'aux Mamelles.
2 mai : réduction à gauche jusqu'à la cote 196.

#### 1916
- 5 - 16 mai : retrait du front et repos dans la région sud-est de Châlons-sur-Marne.
- 16 mai - 2 novembre : mouvement vers la région de Verdun. À partir du 19 mai, engagé dans la bataille de Verdun dans la région la Hayette, bois d'Avocourt (exclu).

22, 29 mai, 4, 9, 26, 29, 30 juin, 1er, 4 et 8 juillet : attaques allemandes sur la cote 304.
5 juillet : front étendu à gauche vers Avocourt.
- 2 novembre - 25 décembre : retrait du front, transport à Laheycourt ; repos et instruction.
- 25 décembre 1916 - 24 janvier 1917 : occupation d'un secteur vers Vaux-lès-Palameix, Vaux-devant-Damloup.

#### 1917
- 24 - 27 janvier : retrait du front, transport à Laheycourt ; repos et instruction.
- 27 janvier - 15 septembre : nouveau secteur de Vaux-devant-Damloup à la Meuse, vers Charny.

4 mars : attaque allemande au bois des Caurières.
5 mai : extension du front à droite jusqu'à Damloup.
10 juin : légère extension du secteur sur la rive gauche de la Meuse (Charny et Marre).
7 juillet : réduction à droite jusque vers Louvemont. À partir du 20 août, engagé dans la bataille de Verdun, prise de la cote de Talou et des cotes 326 et 344 puis organisation des positions conquises.
9 septembre : violente attaque allemande repoussée.
- 15 septembre - 23 octobre : retrait du front, transport vers Romilly-sur-Seine et Arcis-sur-Aube ; repos et instruction. À partir du 3 octobre, transport par V.F. vers Bayon ; repos.
- 23 octobre 1917 - 5 juin 1918 : occupation d'un secteur vers Bezange-la-Grande, Chenicourt. Actions locales fréquentes.

5 janvier 1918 : extension du secteur à gauche jusqu'à Clémery.

#### 1918
- 5 juin - 10 août : retrait du front, mouvement vers Chevrières. À partir du 10 juin, résistance à l'offensive allemande dans la région Antheuil, Chevincourt bataille du Matz, puis organisation d’un secteur sur la rive sud du Matz.

À partir du 19 juin, extension du secteur à droite jusqu'à l'Oise.
31 juillet : attaque allemande locale.
- 10 - 30 août : engagé dans la troisième bataille de Picardie (jusqu’au 16 août bataille de Montdidier, combat vers Marquéglise, le Plessier, Ribécourt. À partir du 17 août, deuxième bataille de Noyon, conquête du massif de Thiescourt et le 29 août prise de Noyon.
- 30 août - 27 septembre : engagé dans la poussée vers la position Hindenburg, progression jusqu'au-delà de Tergnier et de Liez, puis occupation d'un secteur dans cette région.

14 septembre : extension du front à gauche jusque vers Vendeuil et le 15 septembre jusqu'à Hinacourt.
25 septembre : réduction à droite jusque vers Vendeuil.
- 27 - 29 septembre : retrait du front ; mouvement vers Croix-Moligneaux.
- 29 septembre - 16 octobre : engagé immédiatement au nord de Saint-Quentin dans bataille de Saint-Quentin en liaison avec l'armée britannique. Progression jusqu'au front Bernoville, Seboncourt, atteint le 11 octobre.
- 16 octobre au 4 novembre : engagé dans la bataille de Mont d'Origny en liaison avec l'armée britannique. Progression jusqu'à la région Tupigny, le Petit-Verly ; puis le 27 octobre nouvelle progression jusqu'au canal de la Sambre entre Turpigny et la région nord d'Étreux.
- 4 - 6 novembre : engagé dans la deuxième bataille de Guise, forcément à Étreux du passage du canal de l'Oise à la Sambre. Puis organisation d'un secteur vers Le Nouvion-en-Thiérache.
- 6 - 11 novembre : engagé dans la bataille de Thiérache (poussée vers la Meuse). Poursuite vers le Nouvion et la forêt de Trélon.

### Rattachement
- 1re armée

14 septembre - 11 novembre 1918
- 2e armée (France)

2 août - 6 septembre 1914
9 décembre 1915 - 5 janvier 1916
16 mai - 16 septembre 1916
- 3e armée

6 septembre 1914 - 10 août 1915
5 juin - 14 septembre 1918
- 4e armée

5 janvier - 16 mai 1916
16 septembre - 3 octobre 1916
- 5e armée

28 août - 9 décembre 1915
- 6e armée

20 - 28 août 1915
- 8e armée

3 octobre 1917 - 5 juin 1918
- Groupement d'armée Pétain

10 - 20 août 1915

## Seconde guerre mondiale

### Composition
Grandes unités :
- 2e division d'infanterie coloniale
- 65e division d'infanterie alpine

Cavalerie :
- 21e groupe de reconnaissance de corps d'armée

Artillerie :
- 113e régiment d'artillerie lourde hippomobile